# Pescarolo C60

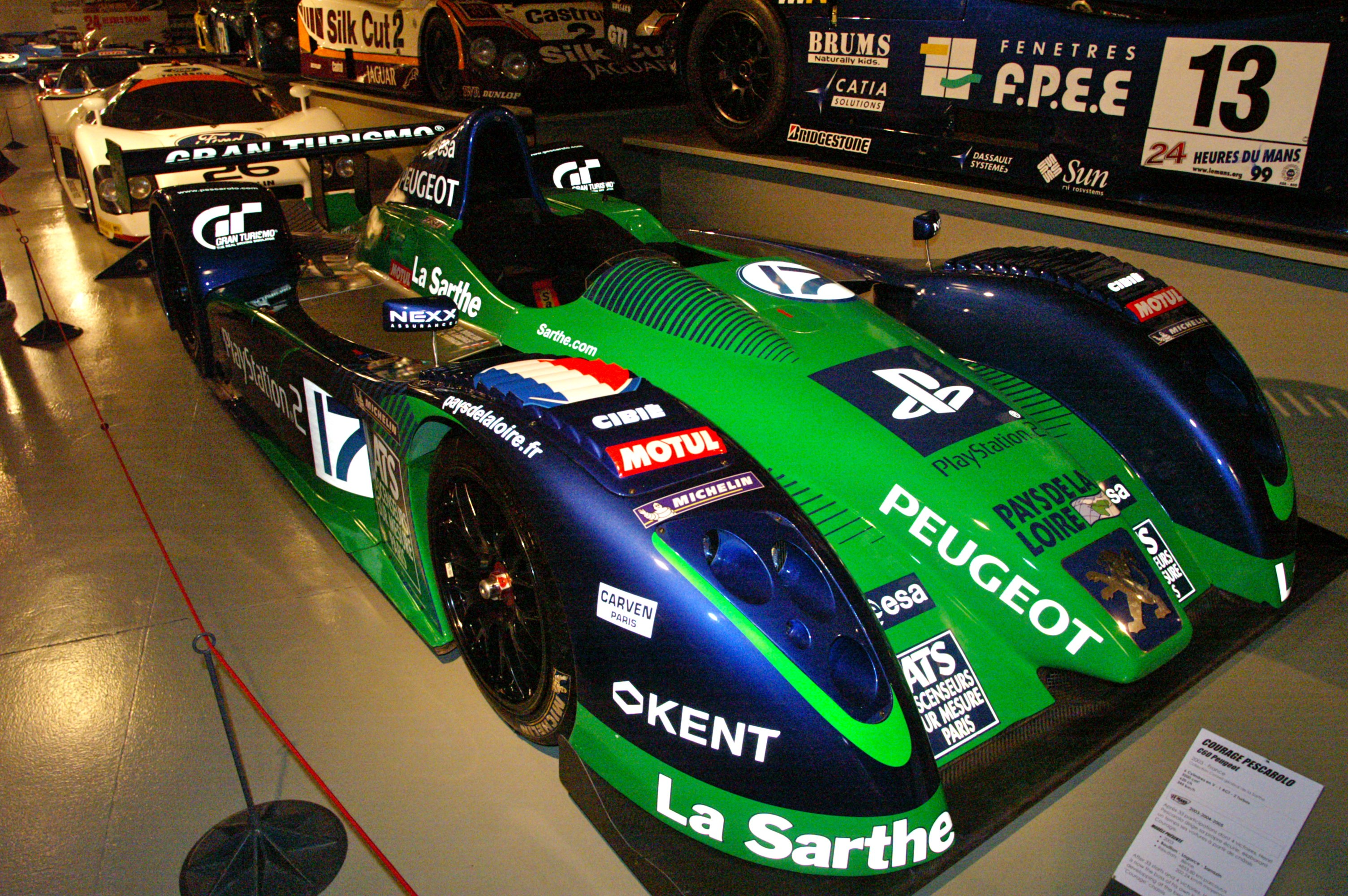
Pescarolo C60

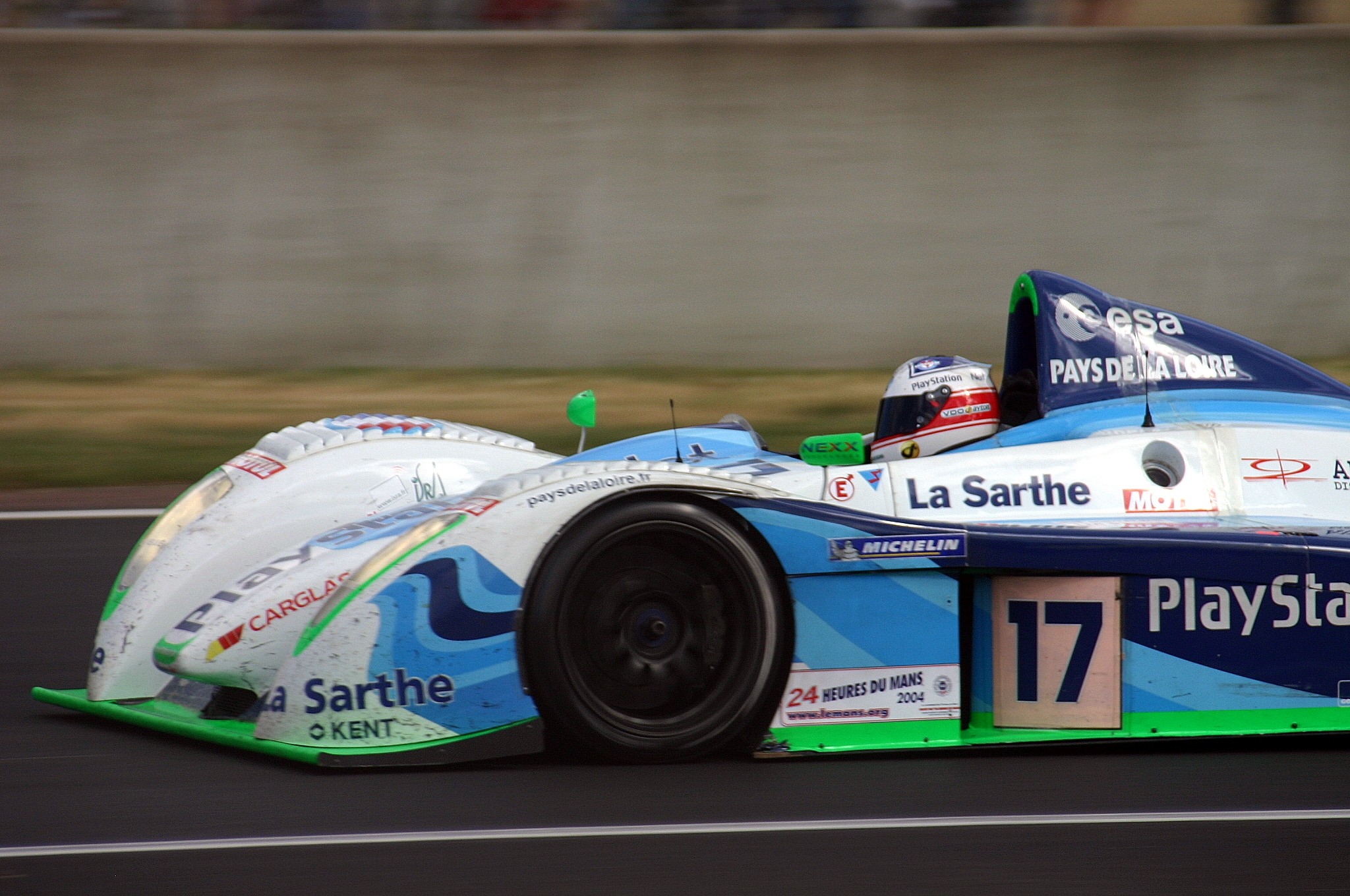
Emmanuel Collard am Steuer eines Paecarolo C60 beim 24-Stunden-Rennen von Le Mans 2004

Der Pescarolo C60 war ein Le-Mans-Prototyp, der von Pescarolo Sport von 2004 bis 2006 bei Sportwagenrennen eingesetzt wurde.

## Entwicklungsgeschichte und Technik
Der Pescarolo C60 basierte auf dem Courage C60, der bei Pescarolo seit 2001 als Einsatzwagen beim 24-Stunden-Rennen von Le Mans und in der Le Mans Series im Einsatz war. Als 2003 beim französischen Team entschieden wurde, die Rennfahrzeuge in Hinkunft unter eigenem Namen laufen zu lassen, verwarf man die Idee einer Eigenentwicklung und begann die C60-Chassis zu adaptieren. Allerdings war dies mit einigen Schwierigkeiten verbunden. Das Reglement, das der Automobile Club de l’Ouest für das Langstreckenrennen von Le Mans festschreibt, sieht vor, dass ein Fahrzeug nur dann im Namen des gemeldeten Teams starten darf, wenn das Chassis vollständig von diesem gebaut wurde, ein Umstand, der auf die gewählte Variante nicht zutraf. Allerdings gelang es Teamchef Henri Pescarolo, mit 33 Starts als Fahrer Rekordteilnehmer des Rennens, die Offiziellen zu einer Ausnahme zu bewegen und er erhielt eine Starterlaubnis.
Als Cheftechniker wurde der ehemalige Rennfahrer und bekannte Rennwagenkonstrukteur André de Cortanze verpflichtet, der eine lange Erfahrung als Entwickler von Prototypen hatte. Er hatte so bekannte Rennwagen wie den Peugeot 905 und den Toyota GT-One konstruiert. De Cortanze ließ das CfK-Chassis umbauen und konstruierte ein neues Heck und Heckflügel. Die bisherigen V6-Turbomotoren von Peugeot wurden durch neue 5-Liter-V10-Saugmotoren von Judd ersetzt. Das Nachfolgemodell war der Pescarolo 01.

## Renngeschichte
Sein Debüt gab der C60 beim 1000-km-Rennen von Monza mit einem vierten Gesamtrang und Emmanuel Collard und Soheil Ayari am Steuer. Auch beim Rennen in Le Mans gab es einen vierten Gesamtrang durch die Mannschaft Ayari/Comas/Tréluyer. Der zweite Wagen fiel nach Motorschaden aus. 
2005 nützte Pescarolo eine Lücke im Le-Mans-Reglement. Wie beim Dome S101 entsprach das Chassis nach wie vor den alten LMP-900-Regularien, die Aerodynamik jedoch einem LMP1-Fahrzeug. Mit dem Pescarolo C60 Hybrid hatte Henri Pescarolo plötzlich ein siegfähiges LMP1-Konzept, das zu Serienerfolgen in der Le Mans Series führte. Nur in Le Mans blieb dem Team der ganz große Erfolg versagt, was vor allem an den besseren finanziellen Ressourcen von Audi lag, die mit dem R8 immer die Favoriten waren. 2005 starteten die beiden C60 jedoch aus der ersten Startreihe, dominierten die ersten beiden Rennstunden und nach 24 Stunden erreichte das Trio Collard/Comas/Boullion den zweiten Gesamtrang. 2006 ließen technische Probleme beiden Wagen früh zurückfallen. Éric Hélary, Franck Montagny und Sébastien Loeb kämpfen sich aber wieder bis an die zweite Stelle der Gesamtwertung vor, die sie auch am Ende des Rennens innehatten. Diese Erfolge waren in Frankreich sehr populär und erregten große mediale Aufmerksamkeit weit über die Sportberichterstattung hinaus. Nicht nur weil der damals bereits zweifache Rallye-Weltmeister Loeb in seiner Heimat schon einen besonderen Stellenwert hatte, sondern vor allem weil das kleine Team von Pescarolo für zwei Jahre der große Gegner der übermächtigen Audi war. 
In der Le Mans Series waren die Hybrid-C60 fast nicht zu schlagen. Nach dem ersten Sieg in Monza 2005 siegten diese Fahrzeuge zwei Jahre lang bei nahezu allen europäischen Langstreckenrennen.